# Saadi Gheddafi
Saadi Gheddafi (in arabo الساعدي معمر القذافي‎?, al-Sāʿadī Muʿammar al-Qadhdhafi; Tripoli, 25 maggio 1973) è un imprenditore ed ex calciatore libico, terzo figlio di Muʿammar Gheddafi, ex leader de facto della Libia.

## Attività imprenditoriale e politica

### Attività economiche
Nel 2006 lancia l'idea della costruzione di una "Hong Kong libica", un'area con bassa tassazione alla stregua di un paradiso fiscale nel territorio della Jamāhīriyya, al quale doveva essere possibile accedere senza visti. La difficile congiuntura economica ha fatto naufragare l'idea.
Tra gli altri interessi di Gheddafi figura il cinema: era infatti presidente del World Navigator Entertainment, una società di produttori che investe nei film western. Nel luglio del 2009 è divenuto amministratore e finanziatore (con 100 milioni di dollari) della Natural Selection, fondata a Los Angeles e presieduta da Matty Beckerman, che avrebbe dovuto produrre entro il 2014 una ventina di film dal budget medio di 15 milioni di dollari. La sua avventura imprenditoriale tuttavia si chiude con la morte del padre.

### Guerra civile libica
Durante la guerra civile libica, il 21 agosto 2011, i media sostennero che Gheddafi fosse stato catturato dai ribelli del Consiglio Nazionale Libico nel corso della seconda battaglia di Tripoli. Alessandro Gaucci, figlio di Luciano Gaucci (presidente del Perugia ai tempi in cui il libico faceva parte della squadra) espresse stima personale nei suoi confronti e dispiacere per l'arresto.
La notizia del suo arresto si rivelò poi infondata: l'11 settembre 2011 era fuggito in Niger dove gli erano stati concessi asilo e arresti domiciliari. Dal 29 settembre 2012 è ricercato anche dall'Interpol per appropriazione indebita con l'uso della forza e intimidazione armata quando guidava la Federcalcio libica. Una volta catturato è stato estradato in Libia il 6 marzo 2014 e detenuto presso il carcere di Tripoli. Nel maggio del 2015 è stato processato per omicidio, accusato di aver ucciso nel 2006 il calciatore libico Bashir al-Riani.
Nell'agosto dello stesso anno viene diffuso un video in cui Saadi viene torturato dalle milizie islamiche. Il 19 dicembre 2017 la famiglia Gheddafi denuncia di non essere più in contatto con Saadi, posto in isolamento senza la possibilità di vedere il suo avvocato. È stato scarcerato nel settembre 2021, dopo 7 anni di detenzione, su ordine del tribunale di Tripoli.

## Carriera calcistica
Oltre alla politica e agli incarichi di governo, ha coltivato altri interessi, come il calcio: è stato infatti un calciatore professionista ed è stato presidente della federazione calcistica libica e capitano della nazionale libica oltre ad essere azionista di Juventus, Roma e Triestina tramite il Libyan Arab Foreign Investment Company e la Tamoil; tuttavia Franco Scoglio, allenatore della nazionale libica nel 2002, non convocherà mai Gheddafi in quanto «non ama subire i ricatti di nessuno» e perché si era reso conto che i suoi gol in campionato erano solo compiacenze delle difese avversarie; poco dopo la sua esperienza da CT finirà.
(Franco Scoglio)
L'allenatore messinese ha inoltre dichiarato che subiva continuamente minacce e tentativi di ricatti da Gheddafi, in quanto se non veniva schierato titolare avrebbe preso provvedimenti contattando nell'immediato il padre.
Inizialmente milita nell'Al-Ittihad Tripoli, per poi passare nella stagione 2003-2004 al Perugia di Luciano Gaucci. Con la maglia degli umbri, nel corso dell'annata gioca soltanto 13 minuti in campionato contro la Juventus – di cui era all'epoca socio e tifoso –, diventando nell'occasione il primo calciatore libico a calcare i campi della Serie A; precedentemente era risultato, nel mese di ottobre, positivo al nandrolone dopo un controllo antidoping per la partita Perugia-Reggina (durante la quale era rimasto in panchina), venendo squalificato per tre mesi. Rimase un'altra stagione in Umbria, con la squadra perugina nel frattempo declassata in Serie B. Stavolta ha occasione di scendere in campo in due spezzoni di Coppa Italia, giocando mezz'ora contro il Rimini e 20 minuti nel derby umbro contro la Ternana, nella quale ebbero la meglio proprio i biancorossi.
Nell'annata 2005-2006 è passato all'Udinese, giocando anche qui solo 8 minuti contro il Cagliari, in un'esperienza condita da numerose polemiche sulla sua sfarzosa vita fuori dal campo. Nella stagione 2006-2007 è infine approdato alla Sampdoria, senza disputare alcuna partita; in quest'ultima esperienza, Saadi finisce al centro dei riflettori soprattutto per la sua lussuosa vita extracampo nella riviera ligure.

## Statistiche

### Presenze e reti nei club
| Stagione                  | Squadra                   | Campionato                | Campionato | Campionato | Coppe nazionali | Coppe nazionali | Coppe nazionali | Coppe continentali | Coppe continentali | Coppe continentali | Altre coppe | Altre coppe | Altre coppe | Totale | Totale |
| Stagione                  | Squadra                   | Comp                      | Pres       | Reti       | Comp            | Pres            | Reti            | Comp               | Pres               | Reti               | Comp        | Pres        | Reti        | Pres   | Reti   |
| ------------------------- | ------------------------- | ------------------------- | ---------- | ---------- | --------------- | --------------- | --------------- | ------------------ | ------------------ | ------------------ | ----------- | ----------- | ----------- | ------ | ------ |
| 2000-2001                 | Al-Ahly Tripoli           | 1L                        | 24         | 3          | CL              | 5               | 0               |                    | -                  | -                  | SL          | 1           | 0           | 30     | 3      |
| 2001-2002                 | Al-Ittihad Tripoli        | 1L                        | 39         | 19         | CL              | 6               | 2               |                    | -                  | -                  |             | -           | -           | 45     | 21     |
| 2002-2003                 | Al-Ittihad Tripoli        | 1L                        | 35         | 1          | CL              | 2               | 0               |                    | -                  | -                  | SL          | 1           | 0           | 38     | 1      |
| Totale Al-Ittihad Tripoli | Totale Al-Ittihad Tripoli | Totale Al-Ittihad Tripoli | 74         | 20         |                 | 8               | 2               |                    | -                  | -                  |             | 1           | 0           | 83     | 22     |
| 2003-2004                 | Perugia                   | A                         | 1          | 0          | CI              | 0               | 0               | Int+CU             | 0                  | 0                  |             | -           | -           | 1      | 0      |
| 2004-2005                 | Perugia                   | B                         | 0          | 0          | CI              | 2               | 0               |                    | -                  | -                  |             | -           | -           | 0      | 0      |
| Totale Perugia            | Totale Perugia            | Totale Perugia            | 1          | 0          |                 | 0               | 0               |                    | 0                  | 0                  |             | -           | -           | 3      | 0      |
| 2005-2006                 | Udinese                   | A                         | 1          | 0          | CI              | 0               | 0               | UCL+CU             | 0                  | 0                  |             | -           | -           | 1      | 0      |
| 2006-2007                 | Sampdoria                 | A                         | 0          | 0          | CI              | 0               | 0               |                    | -                  | -                  |             | -           | -           | 0      | 0      |
| Totale carriera           | Totale carriera           | Totale carriera           | 100        | 23         |                 | 13              | 2               |                    | 0                  | 0                  |             | 2           | 0           | 117    | 25     |

### Cronologia presenze e reti in nazionale
| Cronologia completa delle presenze e delle reti in nazionale ― Libia | Cronologia completa delle presenze e delle reti in nazionale ― Libia | Cronologia completa delle presenze e delle reti in nazionale ― Libia | Cronologia completa delle presenze e delle reti in nazionale ― Libia | Cronologia completa delle presenze e delle reti in nazionale ― Libia | Cronologia completa delle presenze e delle reti in nazionale ― Libia | Cronologia completa delle presenze e delle reti in nazionale ― Libia | Cronologia completa delle presenze e delle reti in nazionale ― Libia |
| Data                                                                 | Città                                                                | In casa                                                              | Risultato                                                            | Ospiti                                                               | Competizione                                                         | Reti                                                                 | Note                                                                 |
| -------------------------------------------------------------------- | -------------------------------------------------------------------- | -------------------------------------------------------------------- | -------------------------------------------------------------------- | -------------------------------------------------------------------- | -------------------------------------------------------------------- | -------------------------------------------------------------------- | -------------------------------------------------------------------- |
| 28-1-2001                                                            | Luanda                                                               | Angola                                                               | 3 – 1                                                                | Libia                                                                | Qual. Mondiali 2002                                                  | -                                                                    |                                                                      |
| 22-4-2001                                                            | Yaoundé                                                              | Camerun                                                              | 1 – 0                                                                | Libia                                                                | Qual. Mondiali 2002                                                  | -                                                                    | 73’                                                                  |
| 12-2-2003                                                            | Tripoli                                                              | Libia                                                                | 2 – 4                                                                | Canada                                                               | Amichevole                                                           | -                                                                    | Uscita                                                               |
| 30-4-2003                                                            | Tripoli                                                              | Libia                                                                | 1 – 3                                                                | Argentina                                                            | Amichevole                                                           | -                                                                    | 85’                                                                  |
| Totale                                                               |                                                                      | Presenze                                                             | 4                                                                    |                                                                      | Reti                                                                 | 0                                                                    |                                                                      |

## Palmarès

### Club

#### Competizioni nazionali
- Coppa di Libia: 1

Al-Ahly: 2000-2001
- Supercoppa di Libia: 2

Al-Ahly: 2000-2001
Al-Ittihad: 2002-2003
- Campionato libico: 2

Al-Ittihad: 2001-2002, 2002-2003

#### Competizioni internazionali
- Coppa Intertoto UEFA: 1

Perugia: 2003

### Individuale
- Capocannoniere del campionato libico: 1

2001-2002 (19 gol)